# Дно (місто)
Дно (рос. Дно) — місто в Росії, адміністративний центр Дновського району Псковської області. Складає муніципальне утворення Дно зі статусом міського поселення, в межах міста.
Населення — 7381 осіб (2020).
Розташоване на Шелонській низовині, за 113 км від Пскова. Залізничний вузол і станція Дно, що з'єднує Псков з Москвою через Бологе і Стару Руссу, а також Санкт-Петербург з Вітебськом і Полоцьком.

## Історія
Вперше села Дно Велике і Дно менше Шелонської п'ятини Новгородської республіки згадуються в писарських книгах на початку XV століття. Дно за час свого існування не раз міняв свій статус: то він був у складі Новгородської землі за часів Псковської республіки, то належав Московському Великому князю. Коли землі по Шелоні належали Новгороду, багато сіл були монастирськими, причому близько десяти сіл значилося за Новгородським Юр'євим монастирем, але села Дно і Дно менше належали Козьмодемьянському монастирю.
З середини XVI століття село Дно менше вже ніде не згадується, існують дві версії — або вона запустіло після епідемії чуми, що лютувала в 1550 році, або з'єдналася з Дном Великим. У 1576 році в селі налічувалося 33 двори, з яких 14 селянських і 11 — ремісничих. Згідно з документами, селом володів великий поміщик Афанасій Бєльський, родич Малюти Скуратова. В XVIII столітті в багатьох документах згадується і під назвою Донщина.
До кінця XIX століття Дно (або Донщина) стало великим селом (близько шестисот мешканців).
Потім центр Дновської волості Порховського повіту Псковської губернії.
В літературі існує усталена думка, що в 1917 році в ході Лютневої революції на станції Дно цар Микола II підписав зречення від престолу, з цієї нагоди на станції навіть був встановлений поклінний хрест. Однак це помилка: в Щоденнику Миколи II станція Дно згадана лише як одна з точок на шляху спочатку в Царське Село, а потім, після зміни маршруту, — в Псков (це ж підтверджують і інші джерела). Саме ж зречення і підписання відповідного маніфесту відбулося в вагоні царського поїзда в Пскові.

## Економіка
Населення міста зайнято на підприємствах залізничного транспорту; також працюють на металообробному заводі, що випускає алюмінієвий посуд з антипригарним покриттям, а також на абразивному заводі.

## Транспорт
У місті розташований великий залізничний вузол і вокзал залізничної станції Дно-I Санкт-Петербург-Вітебського відділення Жовтневої залізниці.

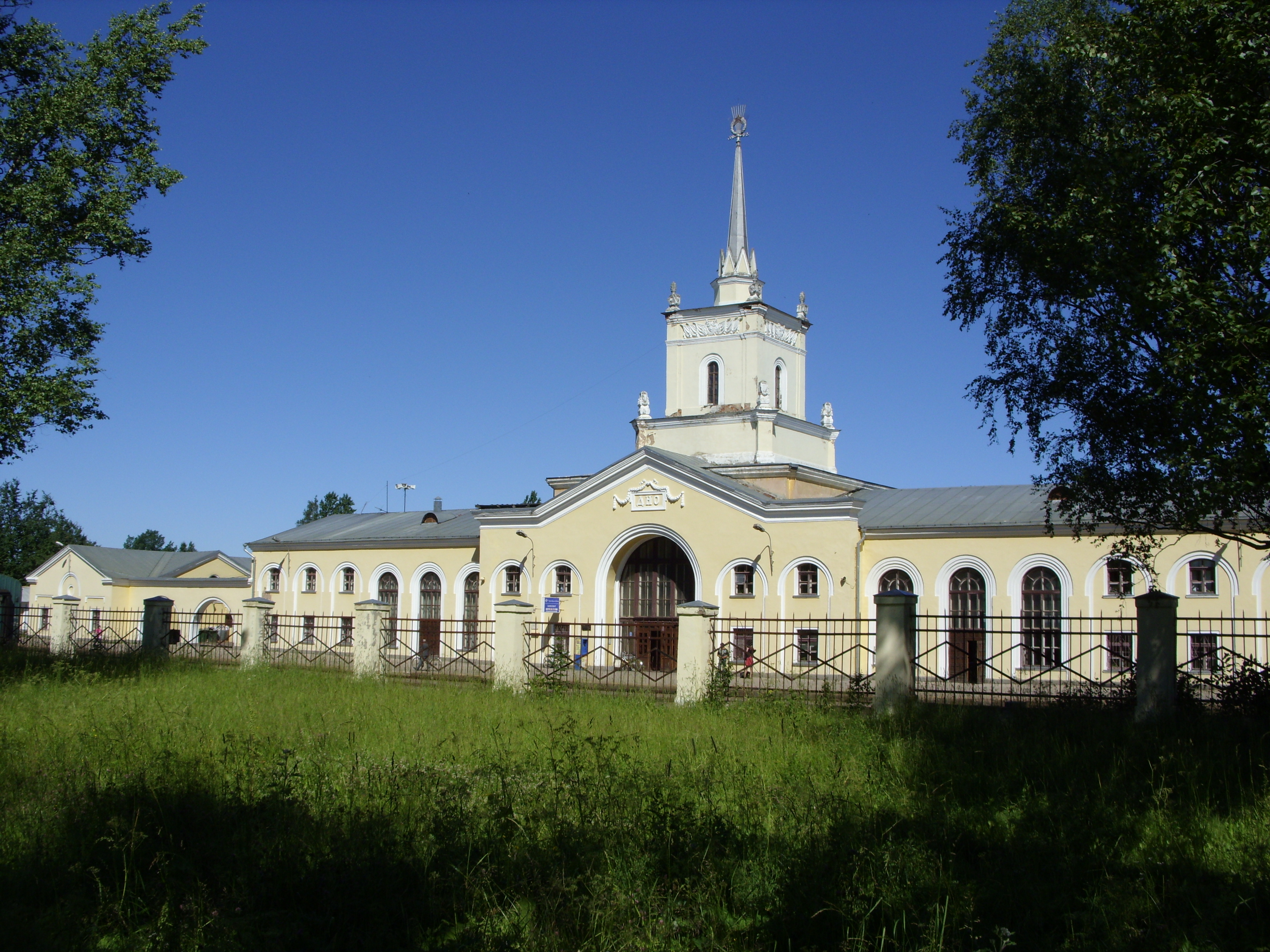
Залізничний вокзал
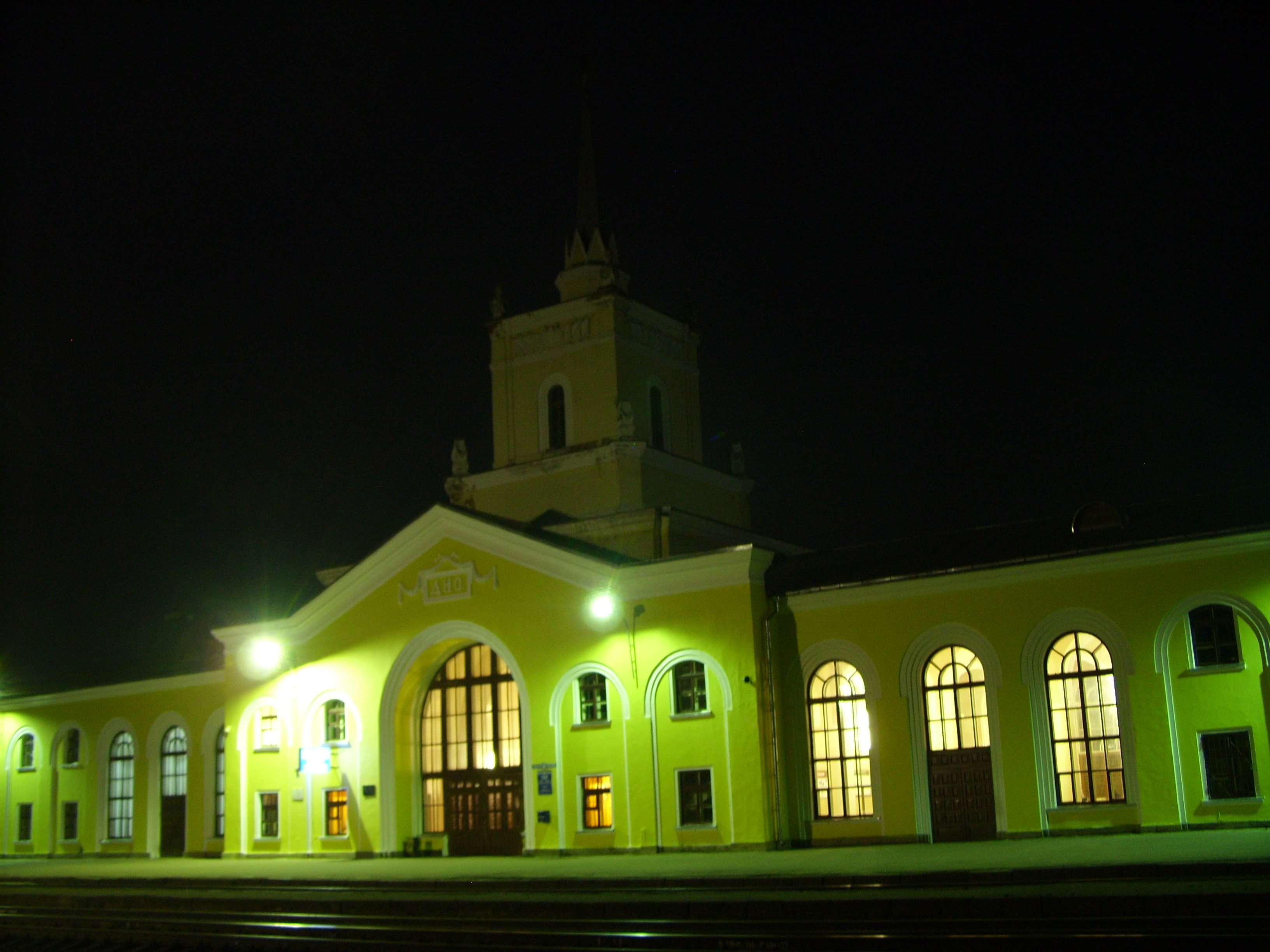
Залізничний вокзал вночі
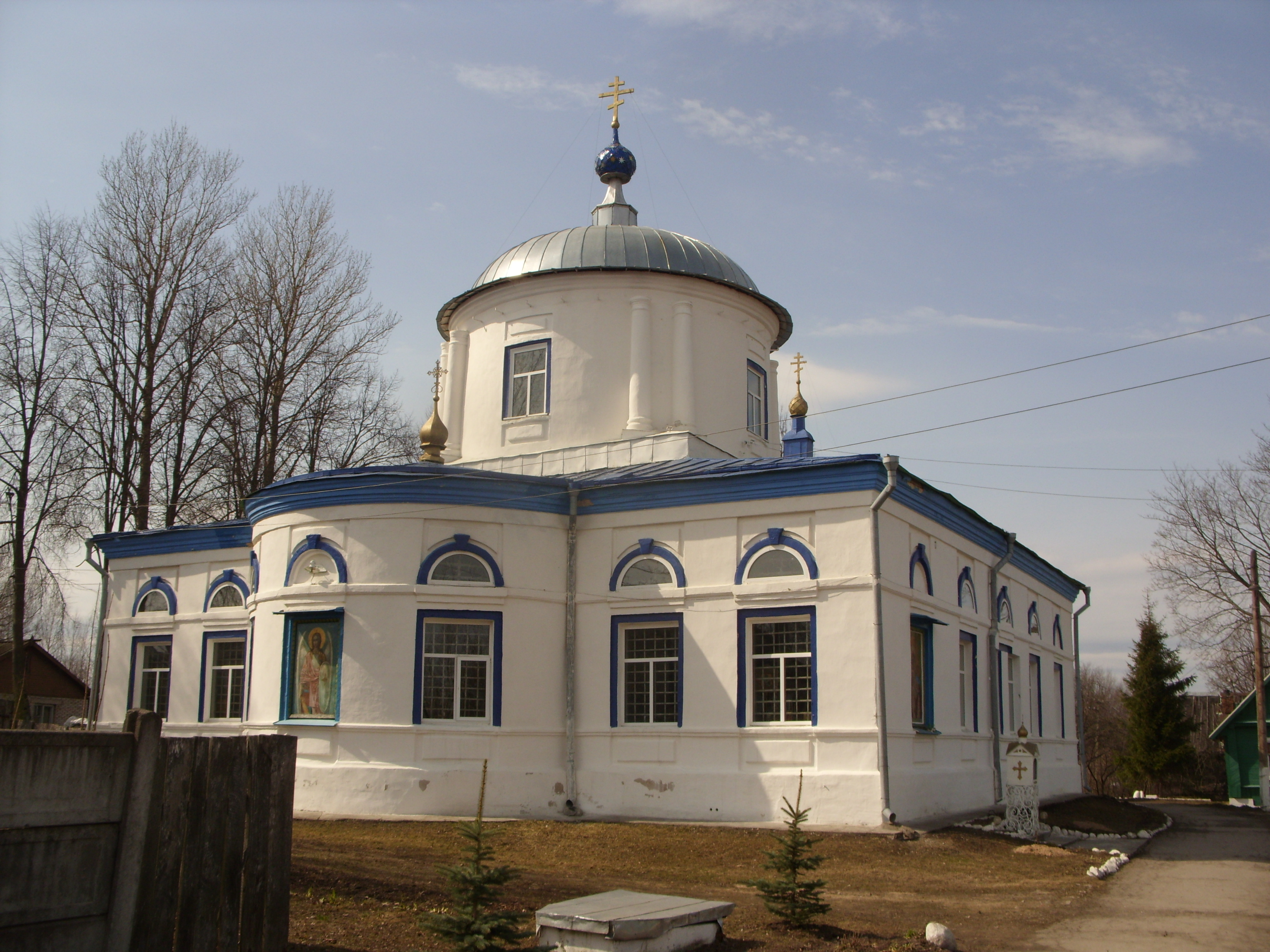
Храм Михаїла Архангела